# 昭通学院
27°21′28″N 103°44′11″E / 27.3578097°N 103.7363407°E
昭通学院是中华人民共和国的一所全日制本科公办省属普通高等学校，位于云南省昭通市昭阳区。学校由云南省人民政府举办，并由云南省教育厅与昭通市人民政府共同建设。
昭通学院的历史可以追溯到清光绪三十二年（1906年）成立的昭通府师范传习所，1978年学校开始提供大学教育，并于2012年升格为本科层次的昭通学院，成为昭通市的第一所大学，建制延续至今。在昭通卫生职业学院于2016年成立以前，昭通学院也是该市唯一的高等学校。

## 历史沿革
学校自称肇始于清朝光绪三十二年（1906年）昭通府在昭通凤池书院基础上成立的师范传习所:23，当时，清政府决定興建新式學校，废除科举制度，昭通府师范传习所应运而生，并兼设了两等小学堂，三十四年（1908年），学校改为昭通初级师范；清朝灭亡后，学校于民国二年（1913年）转设为云南省立昭通第二师范学校:539。中华人民共和国成立后，国立西南师范学校、昭通女子师范学校、云南省立昭通第二师范学校三校于1952年成立了昭通地区师范学校:19；文化大革命结束后，基於為云南省培養急需人才的需求，昭通师范专科学校于1978年成立:653，而这一年也被后世的昭通学院视为大学创校之年；1992年，更名为昭通师范高等专科学校。1999年，昭通教育学院和云南广播电视大学昭通分校并入该校。2000年，昭通地区师范学校亦并入:654。2012年3月，中华人民共和国教育部批准学校升格为本科层次的昭通学院。

## 学术研究

### 系所设置
自2012年昭通学院获批数学与应用数学、物理学、应用化学、汉语言文学、英语、思想政治教育6个本科专业以来，学校开始逐步建立自己的本科人才培养机制，同时，也发展职业教育；截至2022年，该校设有14个本科专业及39个专科专业，分布在全校13个二级学院内。

### 科研机构
除了二级学院外，昭通学院还凭借所在地昭通市的地理位置、人文资源优势，建立了昭通天麻研究院、昭通苹果研究院、云南省乌蒙山片区扶贫开发研究院、昭通文学研究院等一些科研平台；昭通学院还与昭通市志愿服务联合会共同建立了昭通市志愿服务学院，以为该市志愿服务组织、志愿者提供专业的培训。

## 引用
1. ↑  . 云南省人民政府. 2022-07-25  [2023-08-09]. （原始内容存档于2023-08-10）.
2. ↑  . 昭通市人民政府. 云南省昭通市: 昭通日报. 2023-08-08.
3. ↑  范波. . 云南网. 2021-10-14.
4. ↑  沈迅. . 云南网. 2021-01-27  [2023-08-09]. （原始内容存档于2023-08-10）.
5. 1 2  马磊. . 《昭通师范高等专科学校学报》 (云南省昭通市). 2011年8月, 33 (4). ISSN 1008-9322.[]
6. ↑  昭通市志编纂委员会. . 云南省昆明市: 云南人民出版社. 2000年. ISBN 9787222029637.
7. 1 2  《云南教育改革志》编纂委员会. . 云南省昆明市: 云南人民出版社. 2004年. ISBN 9787222040601.
8. ↑  谢毅. . 云南日报. 2018-05-23  [2023-08-09]. （原始内容存档于2023-08-10）.
9. 1 2  中华人民共和国教育部. . 中华人民共和国教育部. 2012-03-29. （原始内容存档于2022-02-07）.
10. ↑  陈学敏. . . 2022-12-10  [2023-08-09]. （原始内容存档于2023-08-11）.
11. ↑  魏富芹; 黄蓉; 何海艳; 吴莎; 陈晨; 白春昀; 翁稚颖; 李鲜; 杨为民. . 中国民族民间医药. 2021, (30): 72–76.
12. ↑  杨冬琴. . 农村经济与科技. 2017, (28): 189–190. doi:10.3969/j.issn.1007-7103.2017.04.132.
13. ↑  谢毅; 钱江. . 云南网. 2020-09-17. （原始内容存档于2022-09-05）.
14. ↑  . 中国政府网. 云南省昆明市: 云南日报. 2019-12-11  [2023-08-09]. （原始内容存档于2023-08-10）.